# Чортова Гора
Чо́ртова Гора́ — ботанічна пам'ятка природи загальнодержавного значення в Україні. Розташована в межах Рогатинської міської громади Івано-Франківського району Івано-Франківської області, на схід від міста Рогатин.
Площа природоохоронної території 13 га. Статус з 1975 року. Перебуває у віданні Підвинянської сільської ради і Пуківської сільської ради.
Пам'ятка природи охоплює територію схилів та вершини пагорба за назвою Чортова Гора (350 м), розташованого в межах Рогатинського Опілля, при автошляху М 12, між Рогатином і селом Пуковом.
Охороняється унікальний для Прикарпаття природний осередок лучно-степової рослинності. У трав'яному покриві зростають костриця блідувата, гадючник звичайний, шавлія лучна, конвалія звичайна, горицвіт весняний, а також ковила волосиста і любка дволиста, занесені до Червоної книги України.

## Археологія
На вершині видніються залишки городища сакрального типу: символічний вал із внутрішнім ровом, капище, ями та заглиблення від споруд.

## Історія
Завдяки активній підтримці митрополита Андрея унікальна ділянка степової реліктової рослинності — урочище «Чортова гора» біля міста Рогатина — була виділена на землях Церкви як природний заповідник. 
Місцевий парох о. Теодосій Кудрик виявив у 1935 році ділянку степової реліктової рослинності. Згодом науковці-ботаніки, вивчаючи флору цього об’єкта, підтвердили її унікальність, і за згоди та підтримки митрополита Андрея він був оформлений як заповідник «Чортова гора».
7 липня 1936 році греко-католицький Митрополичий Ординат у Львові надіслав на адресу воєводського уряду в Станиславів листа з повідомленням про створення на землях греко-католицької парафії в Рогатині заповідника «Чортова гора» і віддачу його «під опіку НТШ у Львові для наукових дослідів».

## Фотографії

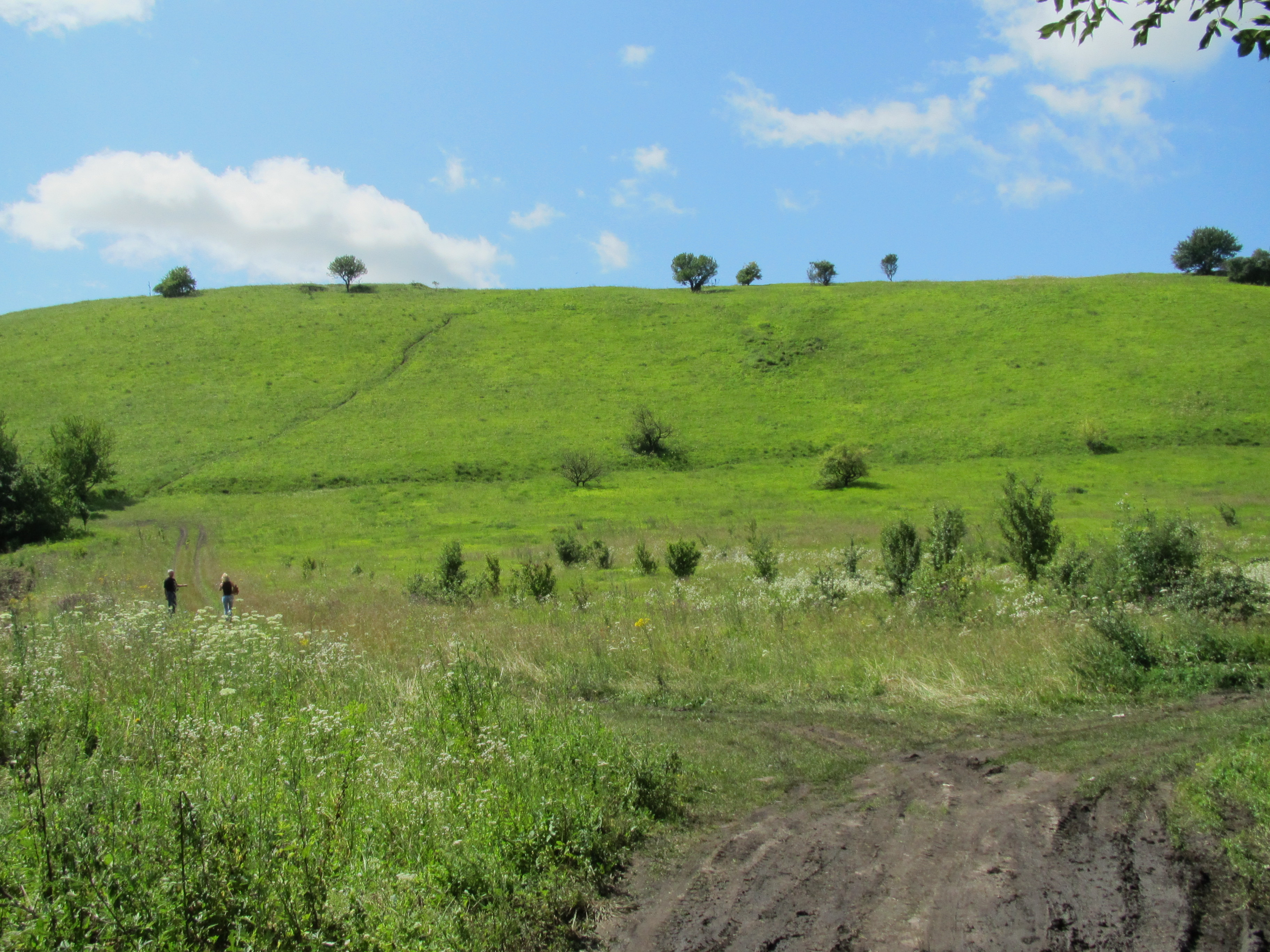
Стежка на гору
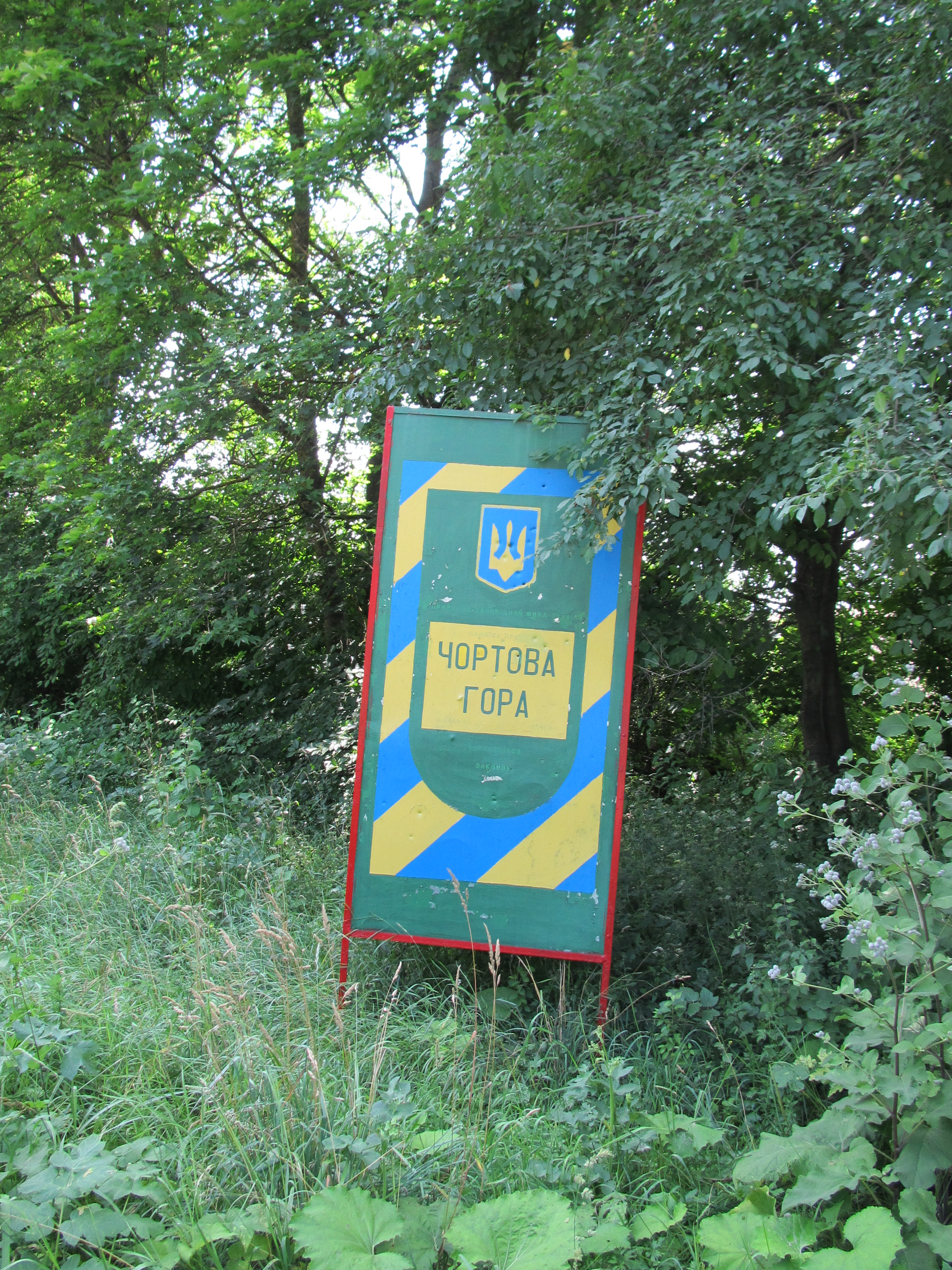
Природоохоронний знак
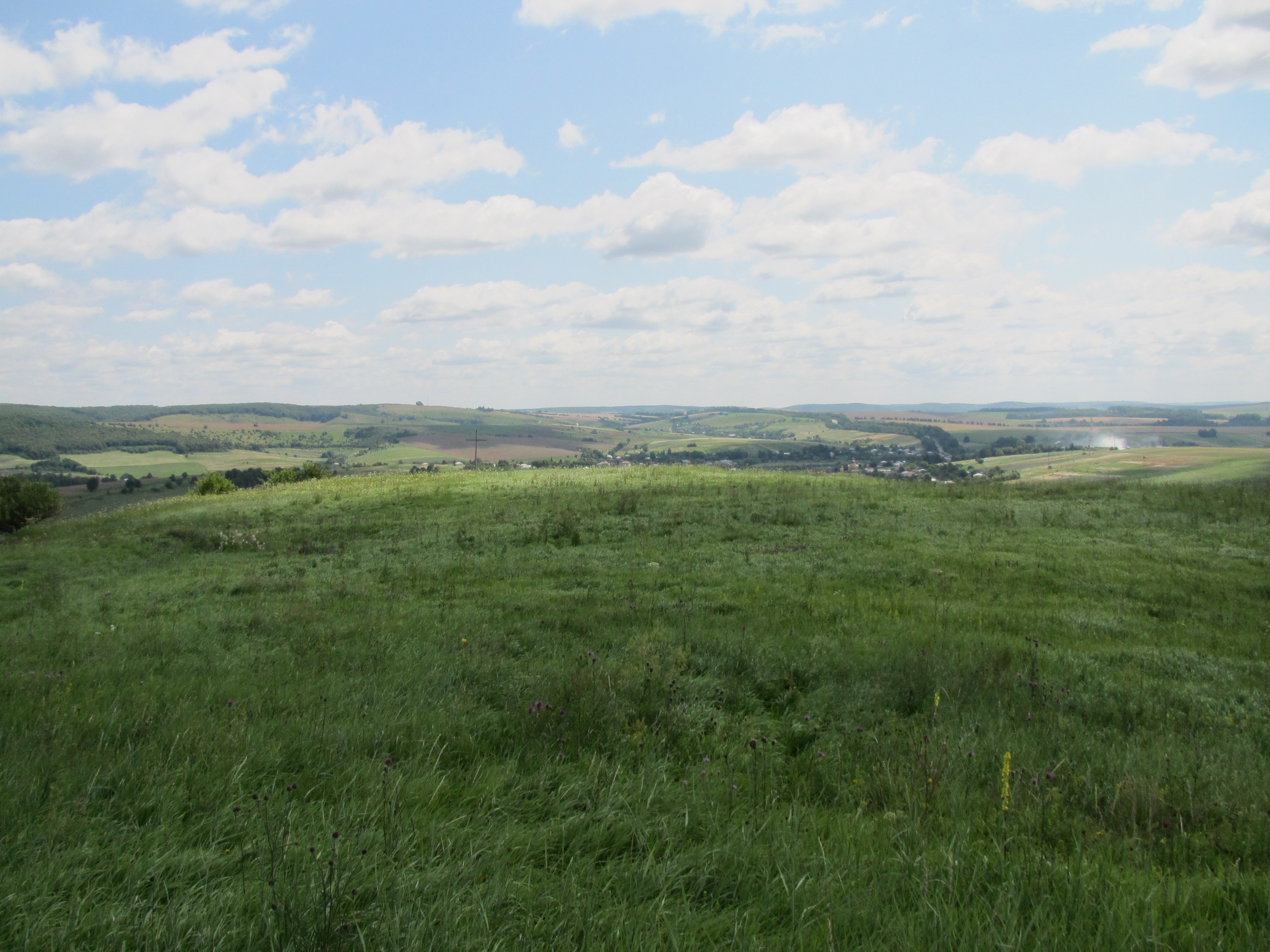
Краєвид з Чортової гори
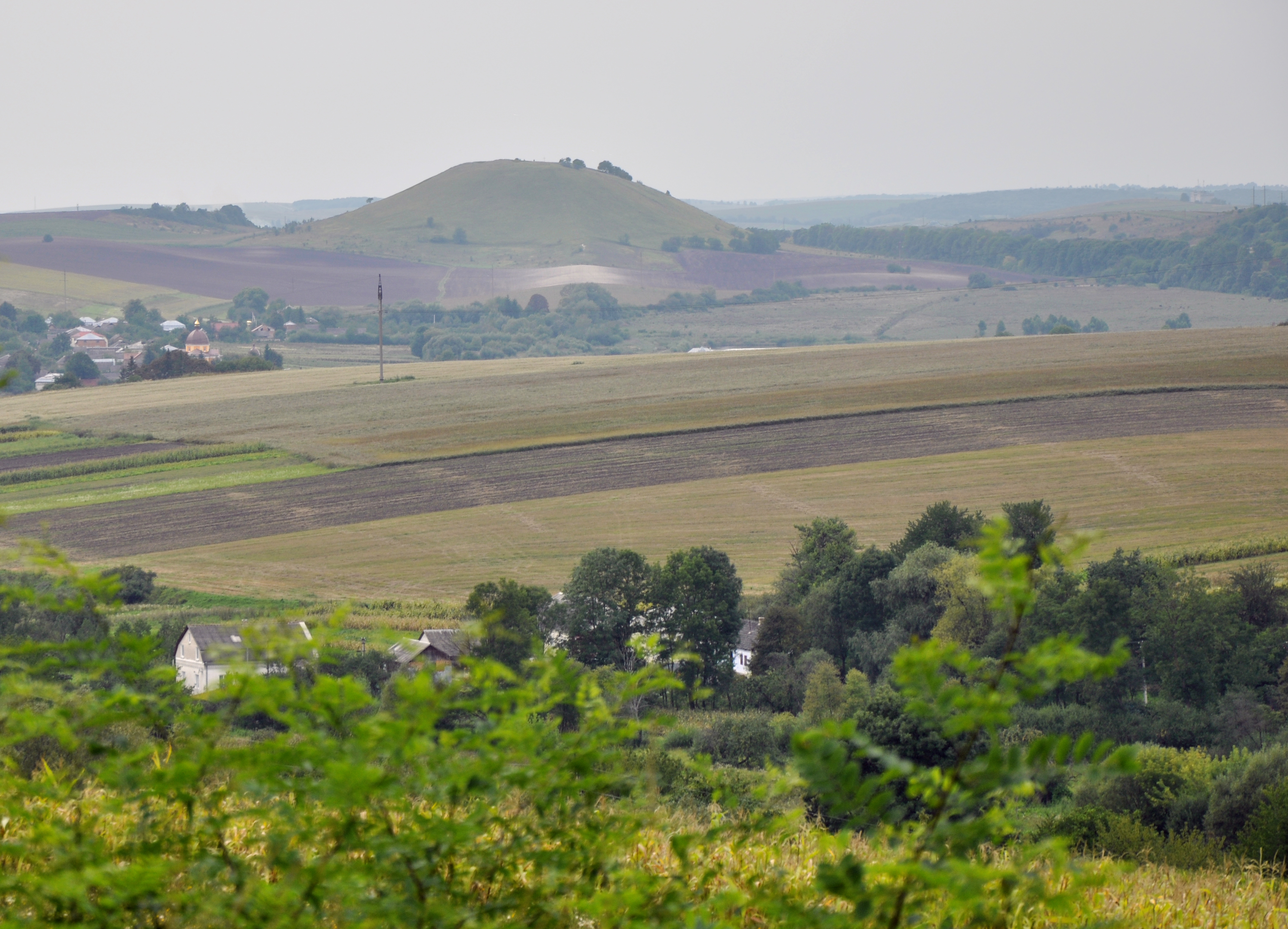
Вид на Чортову гору від села Чесники